# Simulium digrammicum
Simulium digrammicum är en tvåvingeart som beskrevs av Edwards 1928. Simulium digrammicum ingår i släktet Simulium och familjen knott. Inga underarter finns listade i Catalogue of Life.